# Suite Française (film)
Suite Française este un film dramatic romantic de război din 2015 regizat de Saul Dibb după un scenariu al său scris împreună cu Matt Charman după un roman omonim⁠(d) de Irène Némirovsky. Rolurile principale au fost interpretate de actorii Michelle Williams, Kristin Scott Thomas, Matthias Schoenaerts, Sam Riley, Ruth Wilson, Lambert Wilson și Margot Robbie. Are loc în perioada Ocupației germane a Franței în timpul celui de-Al Doilea Război Mondial. Suite Française a fost filmat în Franța și Belgia. A fost lansat în cinematografe în Marea Britanie la 13 martie 2015 și a avut premiera în SUA prin intermediul rețelei de cablu Lifetime la 22 mai 2017. Filmul a fost nominalizat la Premiul Emmy pentru cea mai bună coloană sonoră.

## Rezumat
În Franța ocupată de germani, Lucile Angellier și soacra ei dominantă Madame Angellier așteaptă vești despre soțul ei Gaston, din Armata Franceză. În timp ce se întâlnește cu chiriașii, Lucile și Madame Angellier scapă de un raid aerian al bombardierelor germane Ju 87 Stuka. În urma capitulării franceze, sosește un regiment de soldați germani care se mută prompt în casele sătenilor.
Oberleutnantul Wehrmacht Bruno von Falk, un membru al nobilimii germane⁠(d), este cazat în casa soților Angellier. Lucile încearcă să-l ignore pe Bruno, dar este fermecată de comportamentul lui de domn și de muzica lui la pian. El îi dă o bucată din partitură. Lucile află mai târziu că unitatea soțului ei, Gaston, a fost închisă într-un lagăr german de prizonieri. În altă parte, fermierul Benoit și soția sa Madeleine au probleme cu ofițerul german Kurt Bonnet, care o hărțuiește pe Madeleine. Benoit, căruia i s-a refuzat șansa de a lupta din cauza rănii sale la picior, ascunde o pușcă. Ca act de rezistență, fură hainele soldaților germani în timp ce aceștia fac baie.
Când Lucile descoperă că unul dintre chiriașii soacrei ei, Celine, face sex cu un soldat german, Celine dezvăluie că Gaston a avut o relație extraconjugală și a născut o fată pe nume Simone. Supărată pe doamna Angellier pentru că a ascuns aventura fiului ei, Lucile începe să dezvolte sentimente romantice pentru Bruno. La cererea Lucilei, Bruno se confruntă cu Kurt din cauza hărțuirilor sale. Relația lui Lucile cu Bruno atrage ostilitatea multor locuitori.
Vicontesa de Montmort îl surprinde mai târziu pe Benoit furând un pui din coșul ei. Când Benoit îndreaptă pistolul spre ea, ea îi spune soțului ei, colaboraționistul viconte de Montmort, care trimite soldați germani după Benoit. În timp ce se ascunde într-un hambar, Benoit îl ucide pe Kurt cu pistolul și fuge în pădure.
Wehrmacht-ul lansează o vânătoare de oameni și le acordă orășenilor 48 de ore pentru a-l preda pe Benoit. Un maior german îl ia ostatic pe viconte și îl amenință că îl va executa dacă Benoit nu este găsit. La cererea Madeleinei, Lucile îl ascunde pe Benoit în podul conacului Angellier cu ajutorul reticentei Madame Angellier. În ciuda unei masive vânători de oameni, germanii nu reușesc să-l captureze pe Benoit, iar vicontele este executat de un pluton de execuție.
În timp ce germanii plănuiesc să se retragă din oraș, Lucile ia parte la un plan de a-l duce ilegal pe Benoit în Paris, unde se adună Rezistența Franceză. Ea reușește să-l convingă pe Bruno să-i elibereze un permis de călătorie la Paris. Cu toate acestea, subalternul lui Bruno suspectează că Lucile îl găzduiește pe Benoit și dă instrucțiuni speciale pentru paznicii punctelor de control să-i percheziționeze mașina.
La punctul de control, Benoit reușește să-i împuște pe soldații germani cu pistolul, dar este rănit la umăr. Bruno ajunge cu o motocicletă. Lucile îl înfruntă cu pistolul, dar nu poate să-l omoare. Spre ușurarea Lucilei, Bruno o ajută în schimb să-l ridice pe Benoit rănit în mașină și le permite să evadeze la Paris. În timp ce pleacă, Lucile îi zâmbește lui Bruno în semn de recunoștință. Lucile și Benoit se alătură ulterior rezistenței franceze și ajută la eliberarea Franței de germani. În timp ce Lucile află mai târziu că Bruno von Falk a murit în timpul războiului, ea îi prețuiește întotdeauna partitura muzicală Suite Française⁠(d).

## Distribuție
- Michelle Williams – Lucile Angellier
- Kristin Scott Thomas – Madame Angellier, soacra Lucileo Angellier
- Matthias Schoenaerts – Oberleutnant Bruno Von Falk
- Sam Riley – Benoit Labarie, Madeleine's husband
- Ruth Wilson – Madeleine Labarie, soția lui Benoit
- Lambert Wilson – viconte de Montmort
- Clare Holman – Marthe
- Margot Robbie – Celine
- Alexandra Maria Lara – Leah, mama Annei
- Harriet Walter – vicontesa de Montmort
- Eileen Atkins – Denise Epstein
- Tom Schilling – Oberleutnant Kurt Bonnet
- Eric Godon – Monsieur Joseph, tatăl Celinei
- Deborah Findlay – Madame Joseph, mama Celinei
- Diana Kent – Madame Michaud
- Cédric Maerckx – Gaston Angellier, soțul Lucilei și fiul doamnei Angellier

## Productie

### Concepție și adaptare
La 9 noiembrie 2006, Michael Fleming de la Variety a afirmat că drepturile asupra romanului lui Irène Némirovsky, Suite Française (scris în timpul ocupației naziste a Franței, dar publicat postum în 2004), au fost achiziționate de Universal Pictures. Irene a fost o scriitoare, ucisă în timpul Holocaustului, la Auschwitz. Lucrările ei au fost create în anii de război. Ronald Harwood, cel care a scris scenariul pentru Pianistul, urma să scrie scenariul, filmul fiind produs de Kathleen Kennedy și Frank Marshall. În anul următor, TF1 Droits Audiovisuels a achiziționat drepturile asupra romanului de la editura Éditions Denoël. Romanul a fost adaptat pentru ecran de Saul Dibb și Matt Charman, cu Dibb ca regizor.
În 2013, filmul, produs de TF1 Droits Audiovisuels din Franța și Entertainment One din Marea Britanie, a avut  un buget de 15 milioane de euro (20 de milioane de dolari). Mick Brown de la The Daily Telegraph a remarcat că acest lucru este „mare după standardele europene, dacă nu după cele americane”. În mai 2013, s-a dezvăluit că Suite Française ar fi o coproducție între Franța, Regatul Unit și Belgia, cu Xavier Marchand, Romain Bremond, Michael Kuhn și Andrea Cornwell ca producători ai filmului, iar americanul Harvey Weinstein de la The Weinstein Company ca producător executiv.
Dibb și-a concentrat adaptarea pe cartea a doua a lui Némirovsky, care explorează relațiile dintre femeile franceze și soldații germani care le-au ocupat satul, în special povestea Lucilei Angellier. Ea așteaptă vești despre soțul ei, care a plecat la război, atunci când un ofițer german este cazat în casa ei.